# Герб Домініки
Герб Доміні́ки — офіційний геральдичний символ острівної держави карибського басейну Домініка. Герб було прийнято 21 липня 1961.
Герб являє собою щит синьо-жовтих кольорів, який підтримують два золотих папуги сіссеру (імператорські амазони). Щит поділений хрестом на чотири частини. Хрест є  символом Христового Розп'яття та Воскресіння. Він вказує на історію острова (вважається, що Колумб відкрив острів у неділю; 3 листопада 1493 року (до речі, сама назва острова походить від латинського Dies Dominica — День Господній). На щиті зображений човен (зліва внизу), банан (справа внизу), пальма (зліва зверху) та жабка (справа зверху). Човен символізує панівне становище країни в Карибському морі; банан — один з основних складових сільського господарства Домініки; жабка — домініканська гірська жаба — є ендеміком Домініки та характерним прикладом її фауни; а пальма є символом миру.
Над щитом знаходиться лев, який гарчить; його голова спрямована наліво. Лев є символом колишньої належності країни до Британської імперії. Під гербом — жовта стрічка із національним девізом Домініки: Після Бога — земля (фр. «Après le Bondie, C’est la Ter»). Девіз вказує на важливість сільського господарства у Домінці.